# Чаловская
Чаловская — деревня в Тотемском районе Вологодской области.
Входит в состав Пятовского сельского поселения, с точки зрения административно-территориального деления — в Пятовский сельсовет.
Расстояние по автодороге до районного центра Тотьмы — 7 км, до центра муниципального образования деревни Пятовская — 8 км. Ближайшие населённые пункты — Лесниково, Малая Семеновская, Нелюбино.
По переписи 2002 года население — 9 человек.